# Rhopalodes ligereza
Rhopalodes ligereza är en fjärilsart som beskrevs av Paul Dognin 1893. Rhopalodes ligereza ingår i släktet Rhopalodes och familjen mätare. Inga underarter finns listade.